# دوریت وایکسلر
دوریت وایکسلر (انگلیسی: Dorrit Weixler؛ ۲۷ مارس ۱۸۹۲ – ۳۰ نوامبر ۱۹۱۶) یک هنرپیشه اهل آلمان بود. وی بین سال‌های ۱۹۱۱ تا ۱۹۱۶ میلادی فعالیت می‌کرد. وی فعالیتش را با بازی در فیلم‌های صامت آغاز کرد و با نقش‌آفرینی در فیلم‌های کمدی آلمانی در دوره جنگ جهانی اول به شهرت رسید.

وی در ۲۴ سالگی با حلق‌آویز کردن خود به زندگیش پایان داد.